# Mary Target
Mary Target, jetzt wieder Mary Hepworth ist eine englische klinische Psychologin und Psychoanalytikerin. Neben ihrer Tätigkeit als Hochschullehrerin, Forschungsdirektorin am Anna Freud Centre und Vollzeit-Psychotherapeutin in einer psychoanalytischen Praxis für Erwachsene, nahm und nimmt sie eine Vielzahl von administrativen Funktionen wahr. So war sie Vorsitzende in mehreren Komitees des University College London, der British Psycho-Analytical Society, der British Psychological Society und der International Psychoanalytic Association.

## Leben
Target begann zunächst Medizin an der Universität von Oxford zu studieren. Sie wechselte dann  die Fakultät und studierte Psychologie,  welches sie mit einem Bachelor of Arts mit Auszeichnung im Jahre 1977 beendete. Hiernach absolvierte sie 1979, ebenfalls in Oxford ihren Master of Science. Es folgten eine Promotion in den Bereichen Psychologie in Oxford  und an der Universität London im Jahre 1993.
Target ist Dozentin am University College London, Forschungsdirektorin am Anna Freud Centre London und Vorsitzende des Forschungskomitees der Britischen Psychoanalytischen Gesellschaft.
Als Mitarbeiterin von Peter Fonagy war sie wesentlich an der Ausarbeitung des Konzepts der Mentalisierung beteiligt, welches die Fähigkeit des Individuums beschreibt, die Absichten seines vis-á-vis einschätzen zu können. Mary Target gilt weltweit als eine der wenigen Psychoanalytiker, die bei der Behandlung von Borderline-Persönlichkeitsstörungen Erfolge aufweisen konnten. Gemeinsam mit Fonagy hat sie sich bemüht, die Erkenntnisse von Psychoanalyse und Bindungstheorie zu verknüpfen und im klinischen Alltag anwendbar zu machen. Target hat auch substantielle Beiträge zur Theory of Mind, zu Kontingenz und Affekten geleistet.